# Musa Otieno
Musa Otieno Ongao (Nairobi, 29 dicembre 1973) è un ex calciatore keniota, di ruolo difensore.

## Carriera

### Nazionale
Conta oltre 100 presenze con la nazionale keniota nonostante il suo caso non sia pienamente verificato. Fece parte anche della selezione del suo paese che partecipò alla Coppa d'Africa 2004.

## Palmarès

### Club

#### Competizioni nazionali
- Kenyan Premier League: 1

Tusker: 1996
- Premier Soccer League (Sudafrica): 1

Santos Cape Town: 2001-2002